# 千葉県道124号緑海東金線
千葉県道124号緑海東金線（ちばけんどう124ごう りょっかいとうがねせん）は、千葉県山武市小松を起点とし、千葉県東金市田間の国道126号との交点を終点とする県道である。地元では「砂押県道」とも言われる。

## 概要
徳川家康が土井利勝に命じて作らせた江戸城と九十九里浜中央を結ぶほぼ一直線の道路（御成街道）の一部である。地元では「砂押街道（県道）」と言われ、事典などでは「御成新道」とされ、御成街道とは別のもので後から造成されたような印象を受けるが、実際には山武市小松までを含めた御成街道全体が同時に造成された。
明治維新後この一直線の道路は、陸軍練兵場（現在の自衛隊下志津駐屯地）の建設や鍋島藩による小間子牧の開墾によって分断されたが、船橋から陸上自衛隊下志津駐屯地の前までは千葉県道69号長沼船橋線および千葉県道66号浜野四街道長沼線の一部として現存し、八街市内の一部は市指定の史跡となっている。また、八街市滝台からの経路は不明になっており、一般に御成街道とされる八鶴湖に至る曲がりくねった道は一直線の本来の御成街道ではないが、山武市小松を終点とするこの道筋は、徳川家康の命により土井利勝が慶長18年12月（1614年1月）に造成した当初の御成街道である。

## 起点・終点
- 起点：千葉県山武市小松
- 終点：千葉県東金市田間（国道126号交点）

## 通過する市町村
- 千葉県
  - 山武市 - 東金市

## 接続する道路

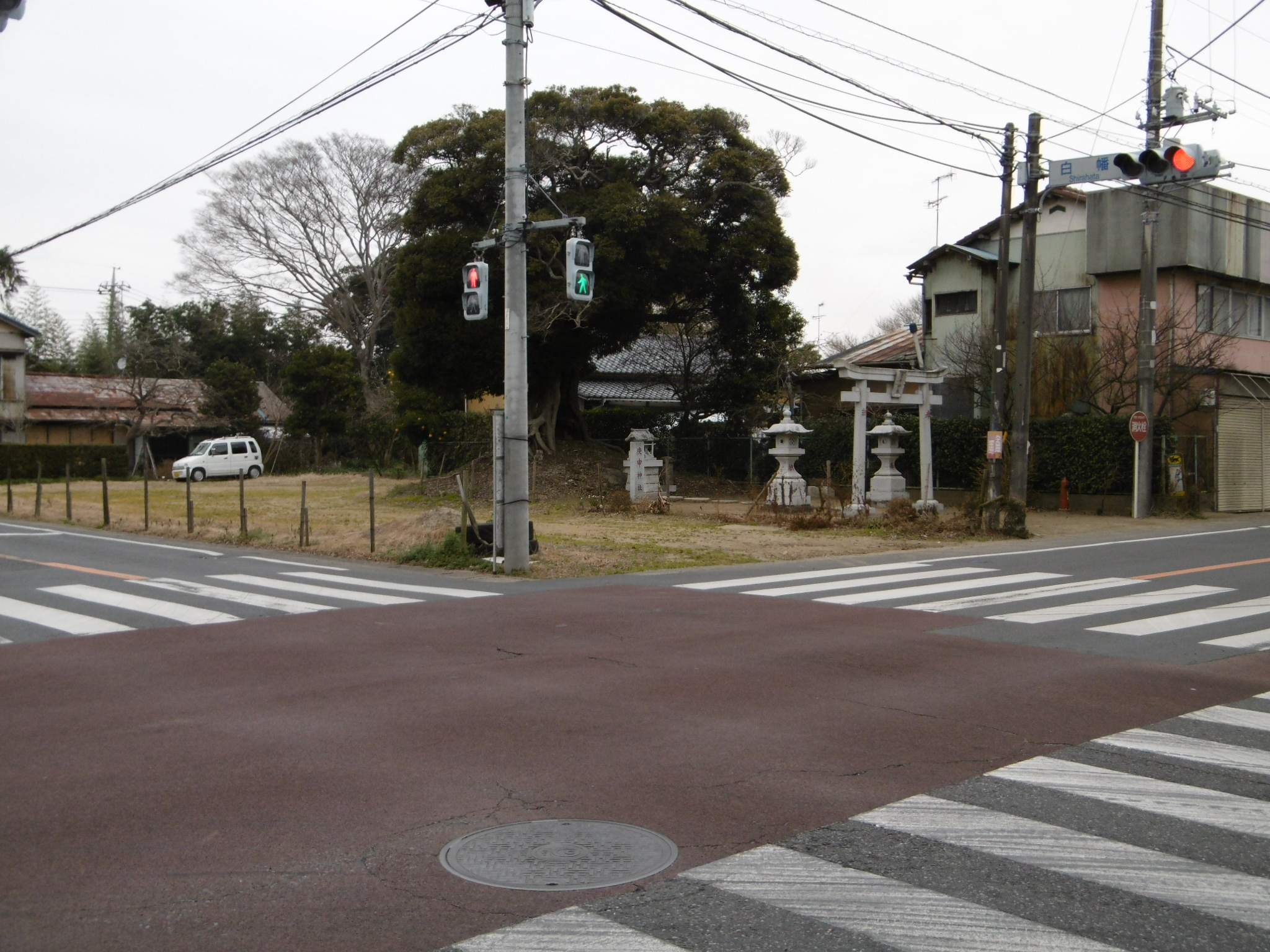
千葉県道124号緑海東金線(右方)は白幡交差点で千葉県道121号成東鳴浜線(左方)と接続する。(2016年1月)

- 千葉県道121号成東鳴浜線（山武市白幡、白幡交差点）
- 千葉県道275号求名停車場線（東金市求名、求名駅入口交差点）
- 国道126号（東金市田間、終点）